# Volčim'ja
La Volčim'ja (in russo Волчимья?) è un fiume della Russia siberiana occidentale, affluente di sinistra della Tavda, nel bacino dell'Irtyš. Scorre nel Taborinskij rajon dell'oblast' di Sverdlovsk.
Il fiume scorre in direzione occidentale, dopo l'insediamento di Čirki svolta verso sud. Sfocia nel fiume Tavda a 398 km dalla foce. Il fiume ha una lunghezza di 129 km, il suo bacino è di 1 240 km².